# Trilepida jani
Trilepida jani — вид змій родини струнких сліпунів (Leptotyphlopidae). Ендемік Бразилії.

## Поширення і екологія
Trilepida jani мешкають в горах Серра-ду-Еспіньясу в штаті Мінас-Жерайс, на висоті до 1700 м над рівнем моря. Вони живуть на високогірних луках.